# Кропило

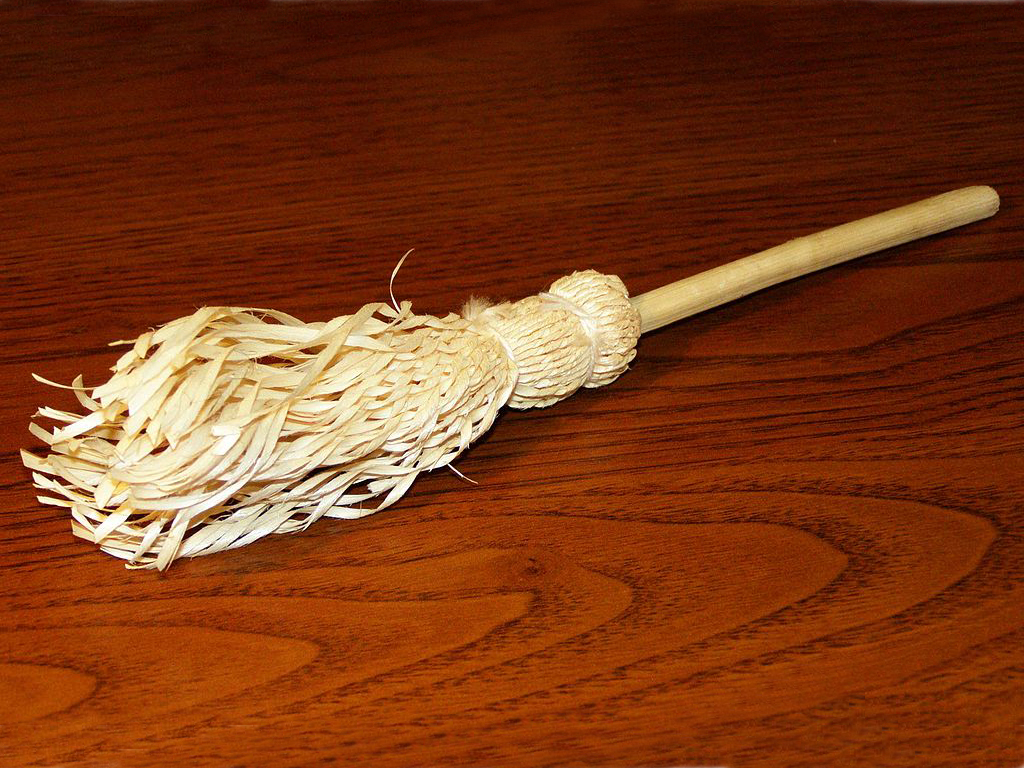
Кропило-щітка

Кропи́ло — елемент церковного начиння, призначений для кроплення свяченою водою. Кропила можуть мати різний вигляд: від простих пучків трави до конструкцій з руків'ям і робочою частиною. Уживається разом з кропильницею — ємністю для свяченої води.

## Історія
Кроплення згадується ще у Старому Заповіті (книга Левит). Там приписується здійснювати кроплення кров'ю жертовних тварин з метою очищення. Кропилом слугували стебла гісопу:
|  | 4. То священик поставить вимогу взяти для очищення двох птахів живих, чистих, кедрового дерева, червону нитку й ісопа. 5. І звелить священик заколоти одного птаха, над глиняною посудиною, над водою, котра тече. 6. А сам він візьме живого птаха, кедрове дерево, червону нитку та ісоп, і вмочить їх у кров птаха, котрого закололи над водою, яка тече. 7. І покропить того, хто очищається, сім разів, і оголосить його чистим, і відпустить живого птаха в поле… |

Уживається у більшості церков для кроплення — хрестоподібного оббризкування свяченою водою вівтаря, освячуваних предметів та людей. У деяких східних православних церквах кропило не уживається: кроплення священик проводить рукою з кропильниці.

## Будова та ужиток

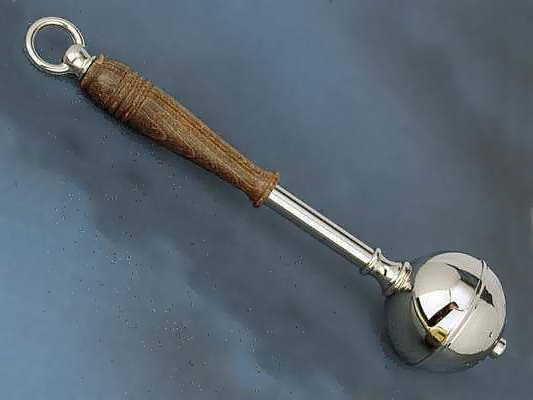
Католицьке кропило

### У Східній Європі
У Російській православній церкві кропило має вигляд пучка кінського волосу або рослинних волокон, закріплених на руків'ї.

### У Греції
У Грецькій православній церкві кропило (ραντιστήρι або ραντιστήριον) має вигляд посудини зі звуженою верхньою частиною, у якій зроблені отвори для розбризкування води. На Афоні для кроплення також уживають стебла базиліка.

### У католиків
У католицизмі кропило зоветься aspergillum (від лат. aspergere — «кропити») і має форму порожнистої кулі з отворами у верхній частині, прикріпленої до руків'я. Усередині кулі знаходиться губка, змочена свяченою водою. Також може застосовуватися кропило у вигляді щітки (мітелки). Вважається атрибутом Св. Антонія Великого, Св. Бенедикта, Св. Марфи і Св. Стефана. Набуло особливої важливості як інструмент очищення і вигнання зла і часто уживається у цьому значенні у мистецтві.

### У язичництві
У римських жертовних ритуалах кропилом слуговала лаврова гілка, про це згадує Овідій у «Фастах».

## Цікаві факти
- Деякі припускають, що слов'янська назва ароматичної трави кріп (Anethum graveolens) зобов'язана своїм виникненням обряду кроплення. Так, за цією версією д.-рус. кропъ виникло з прасл. *koprъ під впливом дієслова «кропити»[4] (стебла цієї рослини теж слугували кропилами).
- У середньовічній Чехії «кропилом» (чеськ. kropáč — «кропач») також звалася західноєвропейська шипчаста булава (моргенштерн). «Гупілон» (goupillon) — західноєвропейський обушок (бойовий бич) з шипами, назва якого теж перекладається з французької як «кропило». Таку назву ці види зброї отримали через зовнішню схожість з католицьким кропилом.

## Галерея

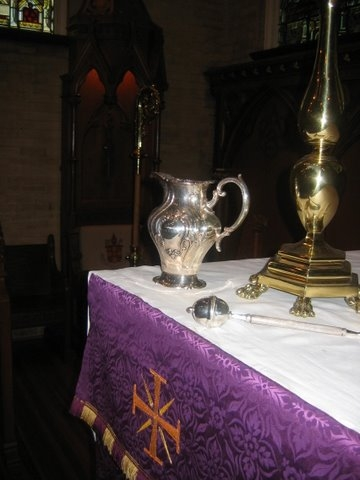
Кропило і кропильниця. Кафедральний собор Св. Матвія, Даллас, Техас
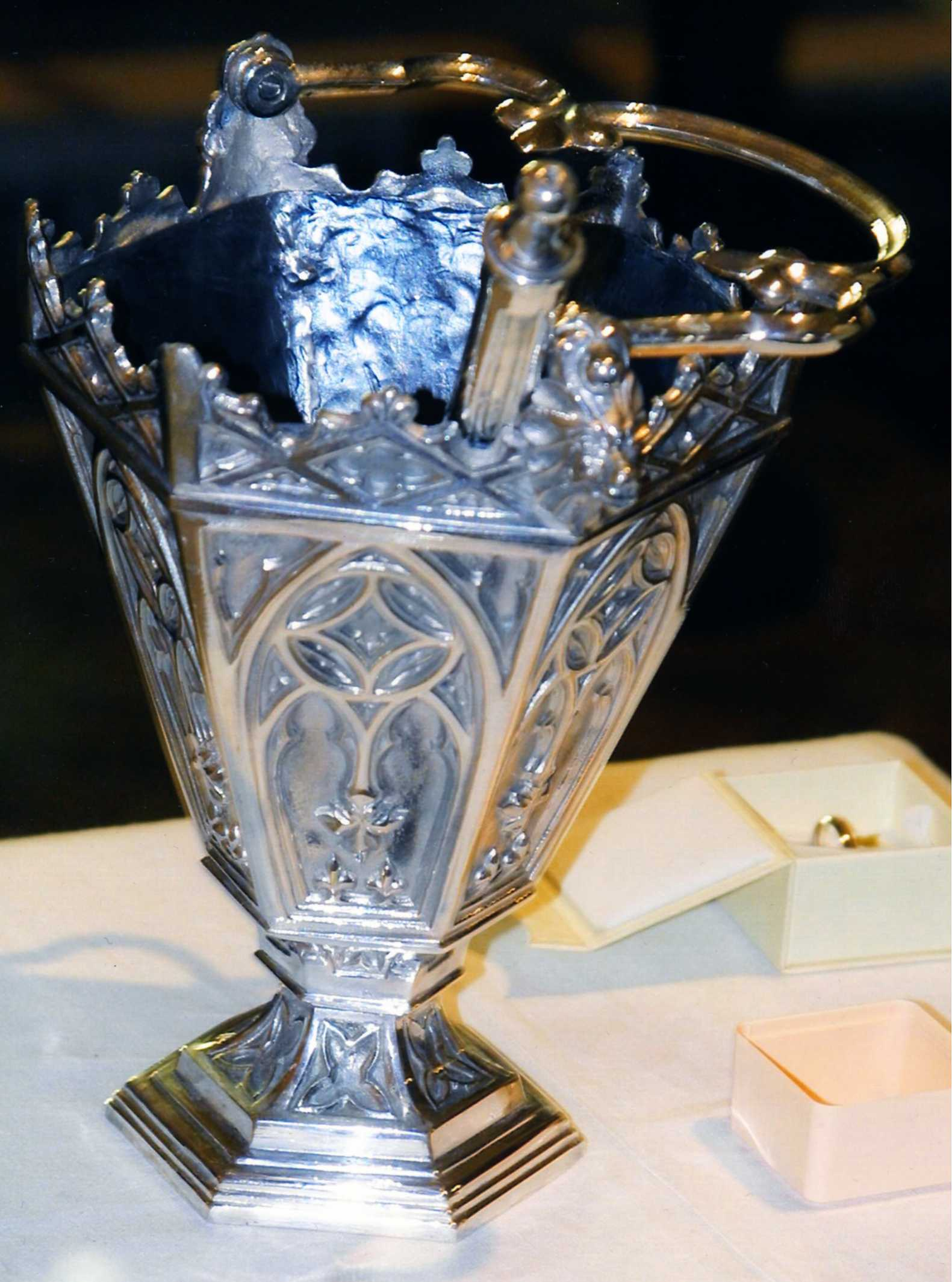
Кропильниця з кропилом (обряд освячення обручок)
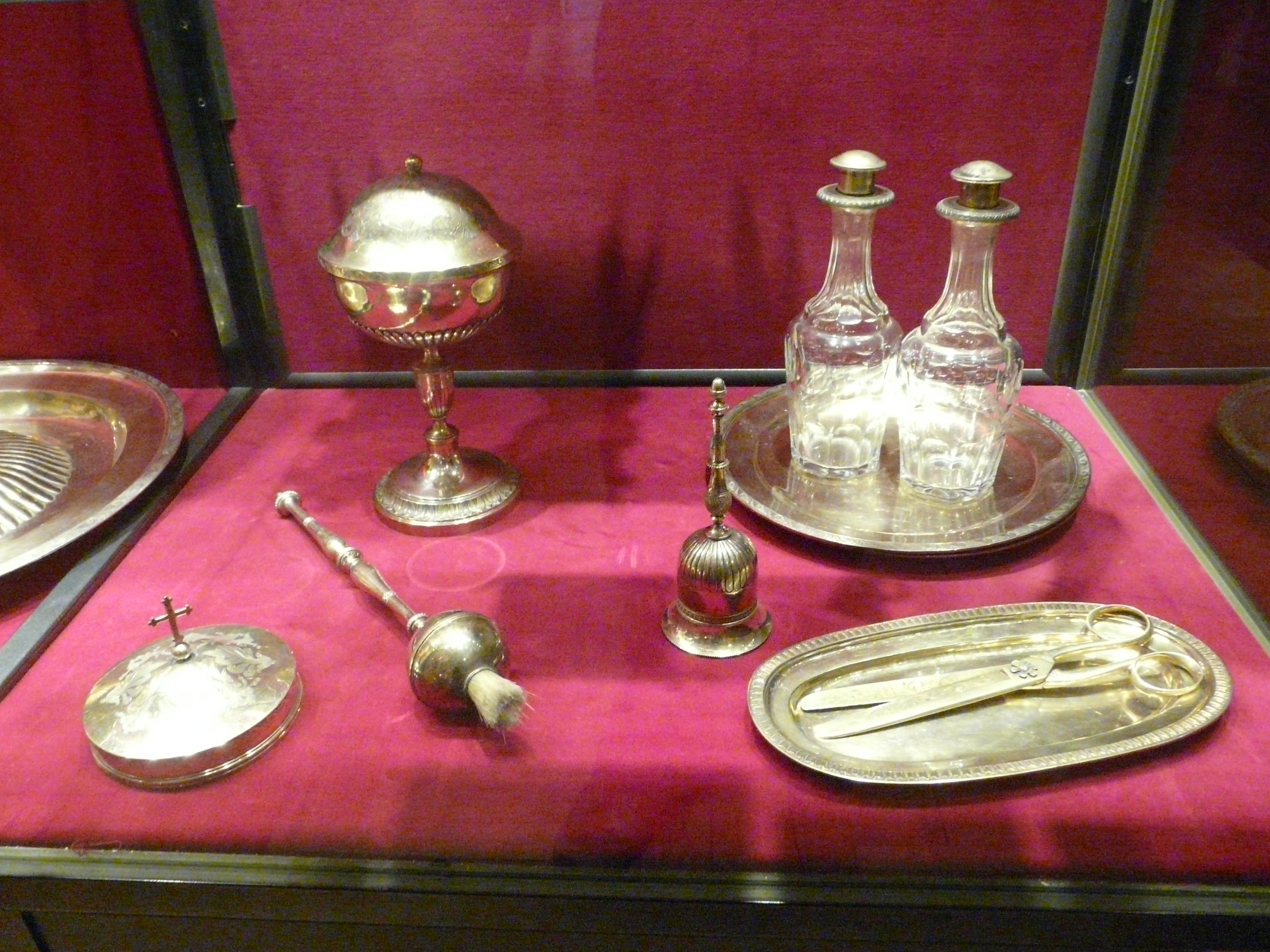
Кропило серед експонатів музею Архієпископства у Гнезно, Польща.
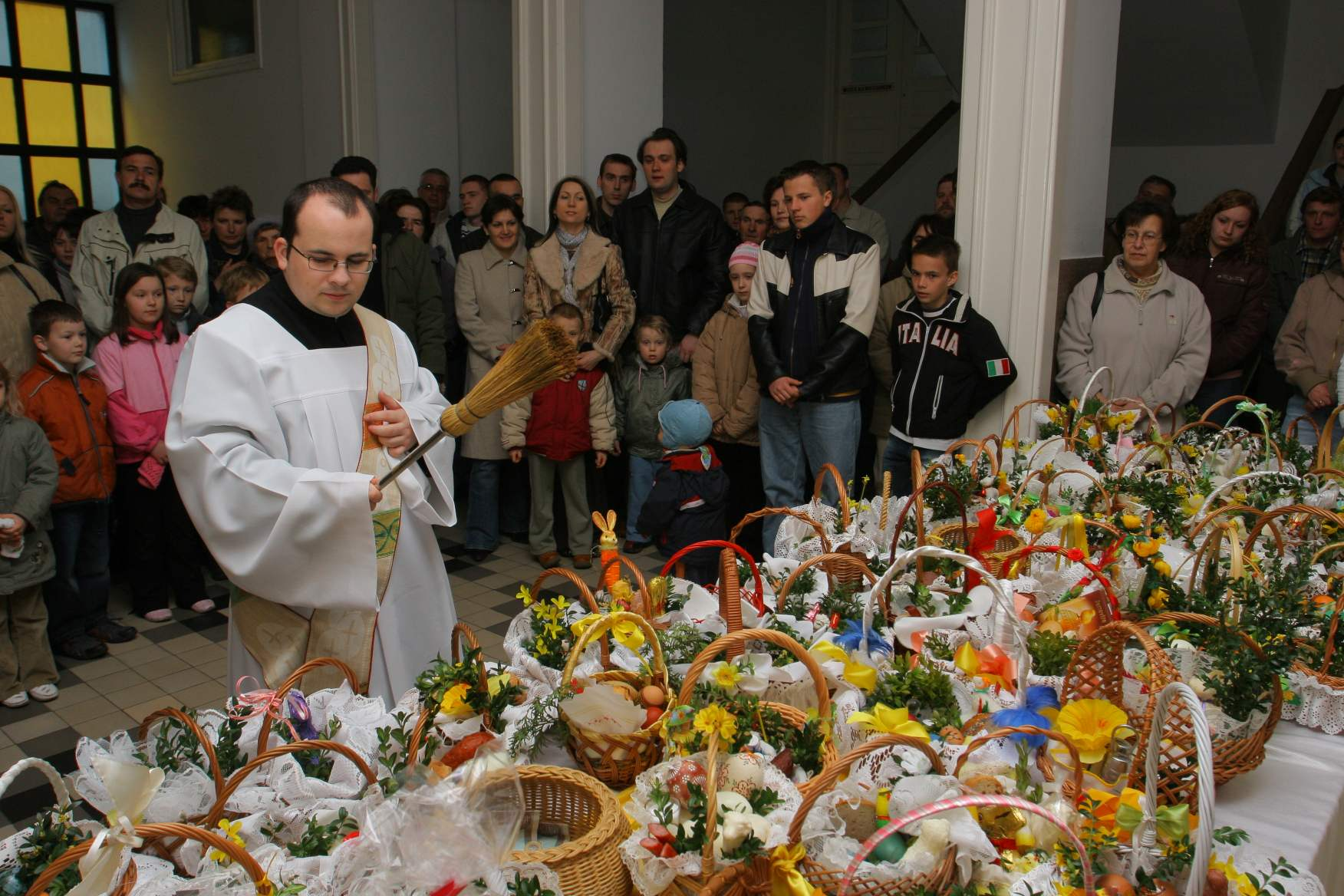
Великоднє свячення в Олтажеві (Польща)
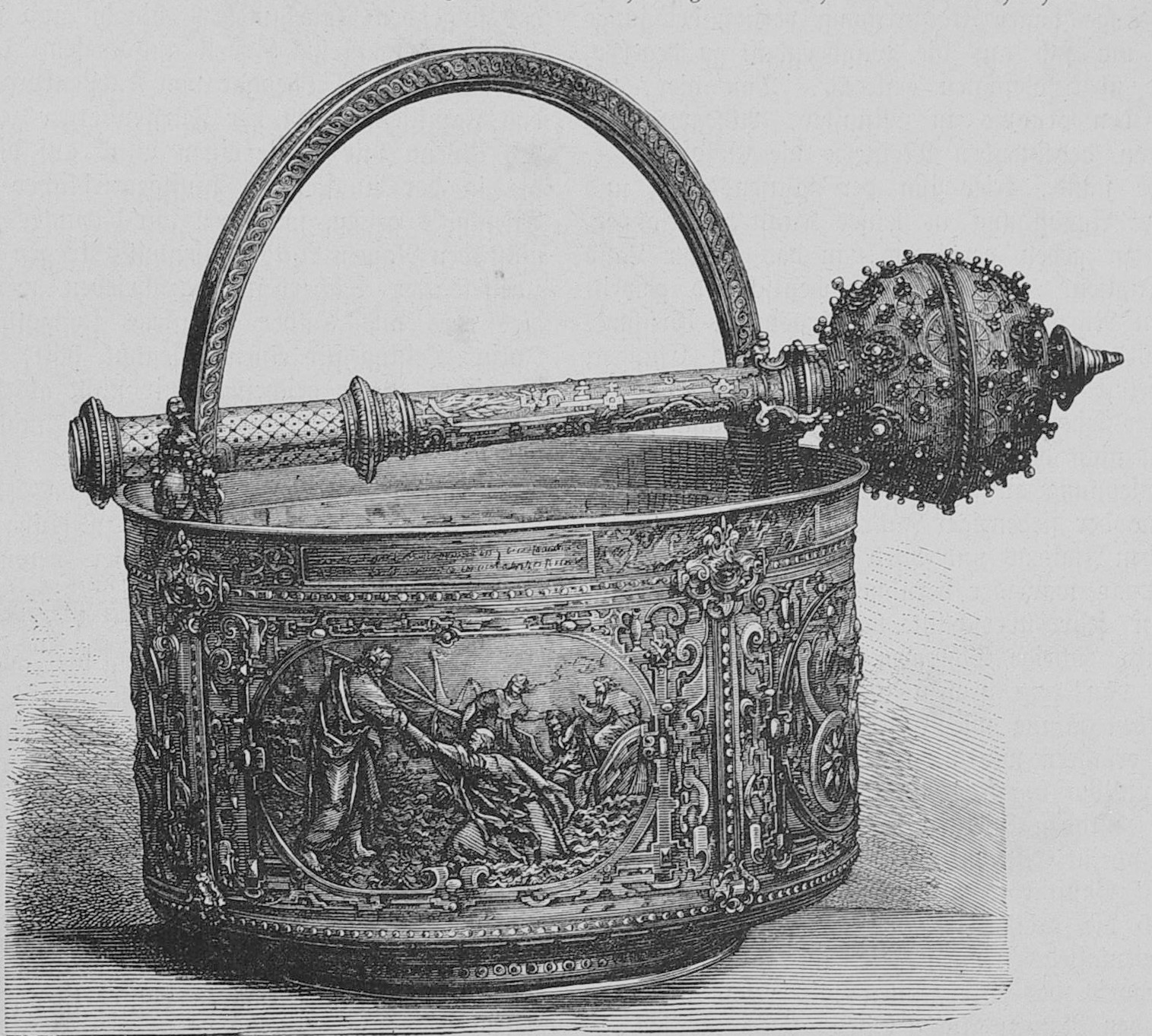
Католицьке кропило. Німецька гравюра.
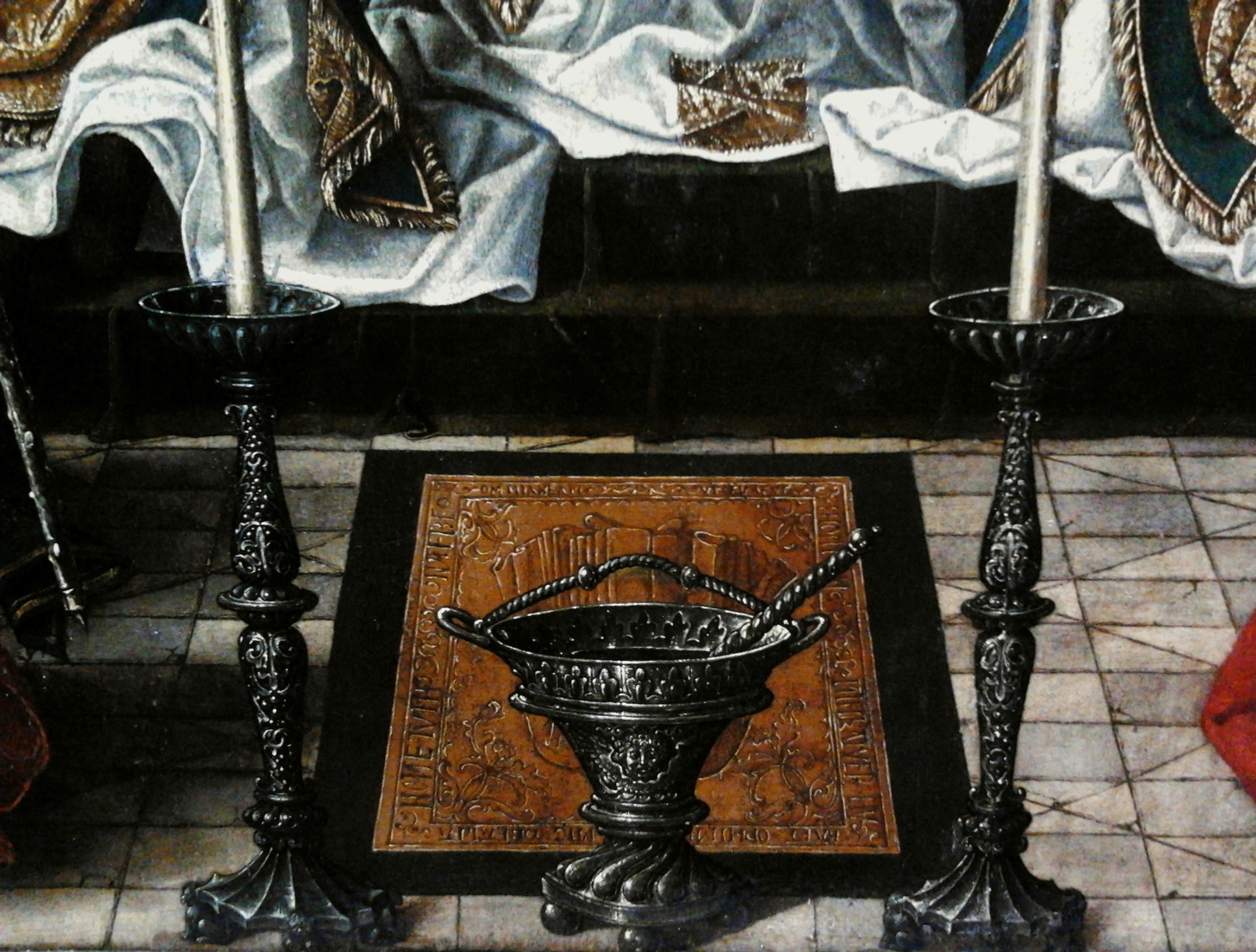
Фрагмент картини «Меса Св. Григорія» (приписується Ізраїлеві ван Мекенему)
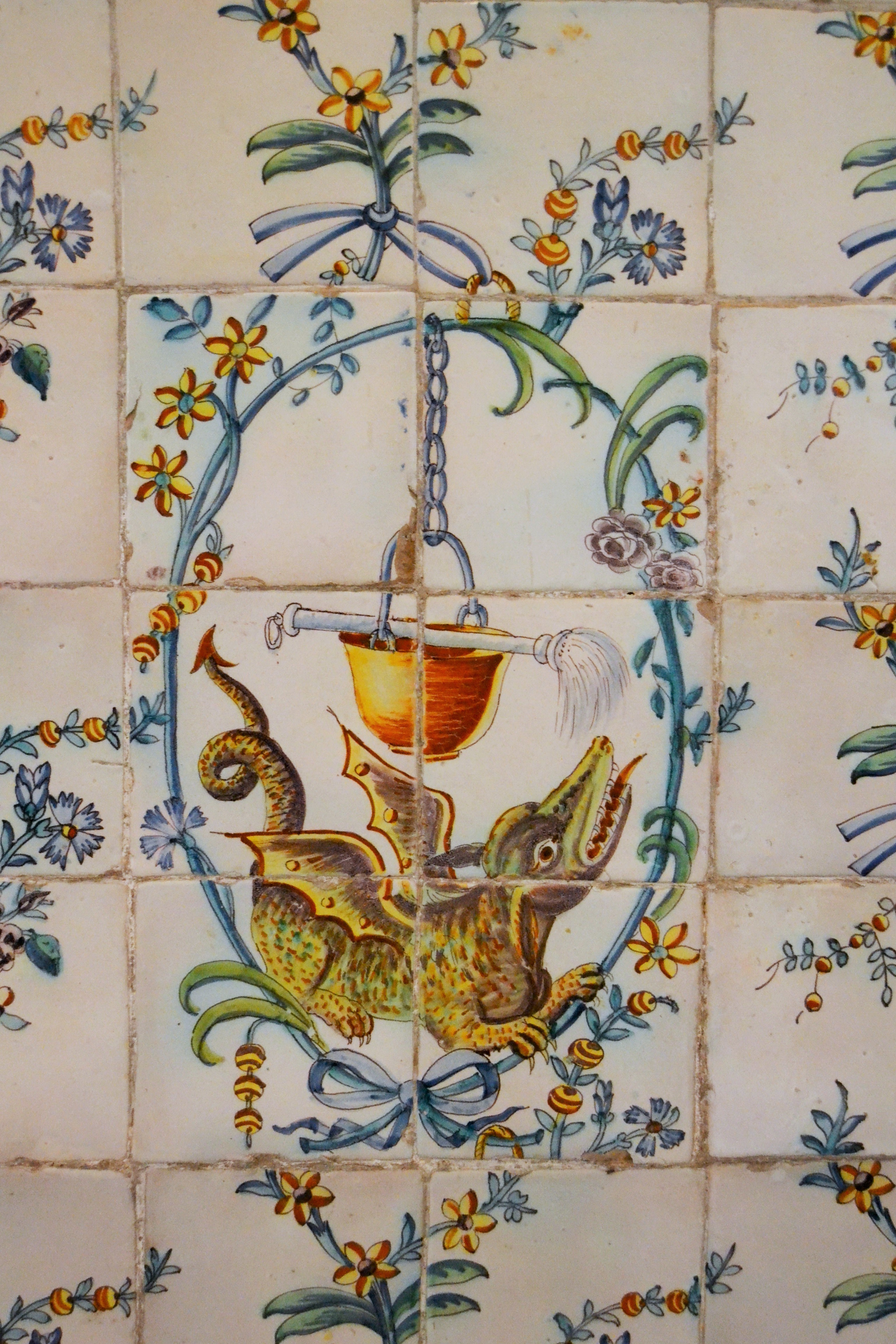
Кропило і дракон. Кахлі у церкві Св. Урсули у Валенсії, Іспанія